# (3760) Poutanen
(3760) Poutanen es un asteroide perteneciente al cinturón de asteroides, descubierto el 8 de enero de 1984 por Edward Bowell desde la Estación Anderson Mesa (condado de Coconino, cerca de Flagstaff, Arizona, Estados Unidos).

## Designación y nombre
Designado provisionalmente como 1984 AQ. Fue nombrado Poutanen en honor al astrónomo finlandés Markku Poutanen.